# Liste des édifices labellisés « Architecture contemporaine remarquable » des Vosges
Cet article recense les édifices labellisés « Architecture contemporaine remarquable » des Vosges, en France.
Le label « Architecture contemporaine remarquable » remplace depuis 2016 l'ancien label « Patrimoine du XXe siècle ». Il ne prend en compte que des édifices de moins de 100 ans à la date de labellisation, et qui ne sont pas protégés comme monuments historiques.
Au début 2024, les Vosges comptent 12 édifices ainsi labellisés.

## Liste
| Monument                                                    | Commune              | Adresse                                                          | Coordonnées                      | Notice     | Date | Illustration                                 |
| ----------------------------------------------------------- | -------------------- | ---------------------------------------------------------------- | -------------------------------- | ---------- | ---- | -------------------------------------------- |
| Ensembles verriers de l'église Saint-Laurent                | La Bresse            | 10 rue Mougel-Bey                                                | 48° 00′ 24″ nord, 6° 52′ 31″ est | ACR0000618 | 2013 | Ensembles verriers de l'église Saint-Laurent |
| Piscine municipale Roger-Mercier (Piscine Tournesol)        | Bruyères             | 5 place Henri-Thomas                                             | 48° 12′ 14″ nord, 6° 42′ 57″ est | ACR0000611 | 2015 | Image manquante Téléverser                   |
| Village de la seconde reconstruction                        | Corcieux             |                                                                  | 48° 10′ 23″ nord, 6° 52′ 48″ est | ACR0000612 | 2015 | Village de la seconde reconstruction         |
| Ancien Grand Hôtel et palais de la Bière                    | Épinal               | 18-22 quai des Bons-Enfants                                      | 48° 10′ 30″ nord, 6° 26′ 44″ est | ACR0000614 | 2015 | Image manquante Téléverser                   |
| Chapelle de l'institution Notre-Dame                        | Épinal               | 23 rue Thiers                                                    | 48° 10′ 12″ nord, 6° 27′ 11″ est | ACR0000615 | 2015 | Image manquante Téléverser                   |
| Collège Georges-Clémenceau                                  | Épinal               | Place Georges-Clémenceau Rue de la Chipotte Rue de Verdun        | 48° 10′ 43″ nord, 6° 26′ 55″ est | ACR0000616 | 2015 | Image manquante Téléverser                   |
| Ancienne usine Claude                                       | Gérardmer            | Boulevard d'Alsace                                               | 48° 04′ 30″ nord, 6° 52′ 50″ est | ACR0000617 | 2015 | Image manquante Téléverser                   |
| Union nautique (Plage municipale et locaux de l'ASG aviron) | Gérardmer            | 21 Route d'Épinal                                                | 48° 04′ 18″ nord, 6° 51′ 53″ est | ACR0001796 | 2023 | Image manquante Téléverser                   |
| Ancienne station-service et garage de l'Avenir              | Mirecourt            | 250 avenue Victor-Hugo                                           | 48° 18′ 31″ nord, 6° 07′ 59″ est | ACR0000620 | 2015 | Image manquante Téléverser                   |
| Ancienne centrale électrique des usines Boussac             | Nomexy               | 9 bis rue des Gravots                                            | 48° 18′ 21″ nord, 6° 23′ 23″ est | ACR0000621 | 2015 | Image manquante Téléverser                   |
| Secteur urbain de la seconde reconstruction                 | Saint-Dié-des-Vosges | Place du Général-de-Gaulle Rue Thiers Rue Dauphine Rue Stanislas | 48° 17′ 21″ nord, 6° 56′ 59″ est | ACR0000622 | 2015 | Image manquante Téléverser                   |
| Chapelle Notre-Dame-des-Chaumes                             | Le Valtin            | Chaume du Vieux-Monthabeux La Schlucht                           | 48° 03′ 48″ nord, 7° 01′ 22″ est | ACR0000619 | 2015 | Image manquante Téléverser                   |